# ایپکا
ایپکا (انگلیسی: Ipca) شرکت داروسازی هندی است، که در سال ۱۹۴۹ تأسیس شد.